# Kamilaroi
Cet article concerne le peuple kamilaroi. Pour la langue kamilaroi, voir Kamilaroi (langue).
Les Kamilaroi ou Gamilaraay sont un peuple aborigène originaires de la zone située entre Tamworth et Goondiwindi, à l'ouest de Narrabri, Walgett et Lightning Ridge, au nord de la Nouvelle-Galles du Sud. Au sud-ouest, leur territoire s'étend jusque Coonabarabran et à l'est des falaises de Warrumbungle.

## Généralités
Le peuple des Kamilaroi du nord ont une forte connexion culturelle avec le peuple Bigambul et leurs tribus se rencontrent régulièrement pour des cérémonies communes qui se déroulent dans la lagune de Boobera, près de la ville actuelle de Goondiwindi.
Le mot Gamilaraay signifie littéralement "ceux qui n'ont rien", qui dérive de gamil "pas" et -(b)araay "avoir". Il existe plusieurs écritures différentes pour les Kameroi, telles que Gomeroi, Gamilaroi, Gumillaroy ou encore Comelroy. Cela provient du fait que les différents peuples européens essayèrent de préserver à leur façon la langue Kamilaroi.
Ce peuple représente l'une des quatre plus grandes nations de l'Australie.
Les personnalités Kamilaroi les plus connues de nos jours sont probablement le joueur international de cricket Jason Gillespie et le chanteur et rappeur The Kid Laroi.
Une variété de blé dur poussant en grande quantité sur leur territoire est nommé en l'honneur des Kamileroi. L'autoroute Kamilaroi tire également son nom de ce peuple.
En 2016, 103 personnes déclarent parler le gamilaraay à la maison.

## Mythologie
La mythologie des Kamilaroi inclut Baiame, le grand ancêtre. Il était marié à Birrahgnooloo, avec qui il conçut Daramulum.

## Personnalités célèbres
- Karlie Alinta Noon, astronome aborigène australienne.